# Edith Granström

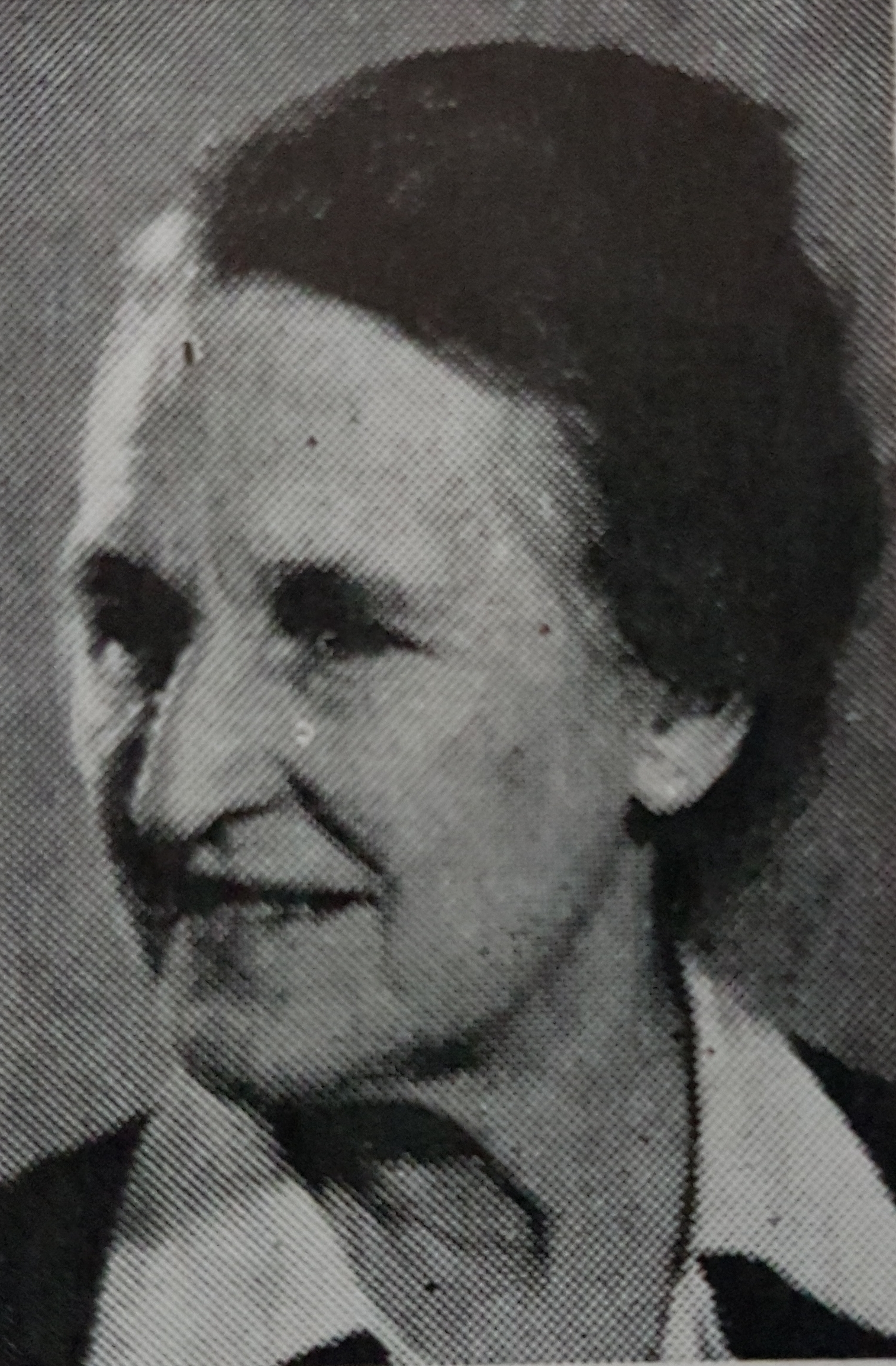
Edith Granström

Edith Maria von Knaffl-Granström (geb. 24. August 1884 in Bergvik, Söderhamn; gest. 10. Mai 1956 in Stockholm) war eine schwedische Malerin und Zeichnerin. Sie war bekannt für ihre Landschaftsmalereien und wirkte über mehrere Jahrzehnte auch in Wien.

## Leben und Wirken
Granströms Vater war Leiter einer Zellstofffabrik in Bergvik, wo sie 1884 geboren wurde. Sie wuchs in einer Villa am See von Bergvik auf und hatte dort später auch ihr erstes Künstlerinnenatelier. Ihre künstlerische Ausbildung begann an der Technischen Schule in Stockholm, wo sei Freihandzeichnen und Musik studierte. Anschließend besucht sei von 1902 bis 1903 die Malereischule von Caleb Althin. Ihre weitere künstlerische Bildung passierte vor allem außerhalb Schwedens: Von 1904 bis 1906 studierte sie an der Damenakademie München, unter anderem unter Angelo Jank und im Sommer in der Malschule von Julius Exter am Chiemsee. Danach lernte sie von 1908 bis 1909 in Paris unter Lucien Simon und Albert Besnard.
Ihre ersten Ausstellungen folgten ab 1909 in Schweden. Mit Leander Engström verbrachte sie 1909 einige Wochen des Malens in Abisko im Norden Schwedens und die beiden stellten danach gemeinsam mit zwei anderen jungen Malenden im Rathaus von Gävle aus. 1910 hatte sie in einer Buchhandlung in Söderhamn ihre erste Einzelausstellung von 25 Werken mit Landschaftsmotiven. In Schweden war sie Teil des Verbandes Föreningen Svenska Konstnärinnor und nahm 1911 und 1941 an Ausstellungen desselben teil. 1914 nahm sie an der Baltischen Ausstellung in Malmö teil und 1915 an der Panama-Pacific International Exposition in San Francisco. Bei letzterer erhielt sie eine Silbermedaille für ihre Malereien.
Granström lebte und wirkte lange in Wien. 1911 heiratete sie den österreichischen Pharmakologen Erich Knaffl-Lenz (1880–1962) und fortan unterzeichnete sie ihre Werke mit Edith Knaffl-Lenz, Edith Knaffl-Gränström, Edith von Knaffl oder EKG. Sie zog nach Wien, wo sie von 1917 bis 1919 an der Kunstschule von Johannes Itten lernte und bis 1934 lebte. Sie war Mitglied der Vereinigung bildender Künstlerinnen Österreichs. Ihre Ehe mit Knaffl-Lenz blieb kinderlos und wurde 1949 geschieden.
Sie war der Anthroposophie verbunden. 1935 übernahm sie die Obfrauenschaft des schwedischen Zweiges der Allgemeinen Anthroposophischen Gesellschaft von Anna Wagner Gunnarsson. In dieser Funktion internationalisierte sie den schwedischen Zweig durch ihre Kontakte zur mitteleuropäischen Anthroposophie und fokussierte die Aktivitäten auf die Lektüre esoterischer Schriften.
Ab den 1930er Jahren unterstützte sie den samischen Schriftsteller und Künstler Johan Turi. Sie half ihm gemeinsam mit Anna Thuresdotter Bielke, sein drittes Buch auf Schwedisch und Samisch über Jagd und Rentierherden zu veröffentlichen, und lernte ihm auch Wassermaltechniken.

## Werk
Die meisten von Granströms Werken sind Landschaftsmalereien. Frühe Arbeiten zeigen Landschaften in Estland, Finnland, Österreich und Dalmatien, spätere beschäftigen sich mit der Natur Nordeuropas, vor allem mit jener von Norrland im Winter.
Für Malereien verwendete sie meist Wasserfarben in Kolorit. Stilistisch sind die meisten ihrer Werke dem Naturalismus, aber auch Expressionismus und Kubismus zuzuordnen. Abstrakte Malerei entstand unter dem Einfluss von Wassily Kandinsky. Der katalanisch-baskische Maler Hermenegildo Anglada Camarasa hatte großen Einfluss auf sie in puncto Farbgebung.